# Bia đá Jelling
Bia đá Jelling gồm có 2 tấm đá khắc chữ rune của Đan Mạch ở sân nhà thờ Jelling. Các chữ rune được khắc trên các tấm bia này rất quan trọng về mặt lịch sử. Cùng với nhà thờ Jelling và 2 nấm mộ cổ đắp cao, các Bia đá Jelling đã được UNESCO đưa vào danh sách Di sản thế giới năm 1994 (kỳ họp thứ 18).

## Bia đá lớn
Bia đá lớn là tấm bia có khắc chữ rune do vua Harald răng xanh (Harald Blåtand) dựng lên ở Jelling khoảng năm 965.
Các chữ khắc như sau:
 
    :      : 
 :      
```
  HARALTR        KUNUKR      BATH     KAURUA 
  HARALD         KONGE       BØD      GØRE
```

   :     :  : 
   :     :   
```
KUBL    THAUSI   AFT     KURM    FATHUR    SIN
KUMLER  DISSE   EFTER    GORM    FADER     SIN
```

  :  :      :     :    :  
```
AUK     AFT    THAURUI    MUTHUR    SINA,   SA  
OG     EFTER    THYRA      MODER     SIN,    DEN 
```

      :   :  :   :        
```
   HARALTR     IAS   SAR    UAN        TANMAURK
   HARALD      SOM   SIG   VANDT       DANMARK
```

  :   :       
```
ALA     AUK      NURUIAK
AL      OG       NORGE
```

  :   :     :       
```
AUK     TANI     KARTHI    KRISTNA
OG     DANERNE   GJORDE    KRISTNE
```

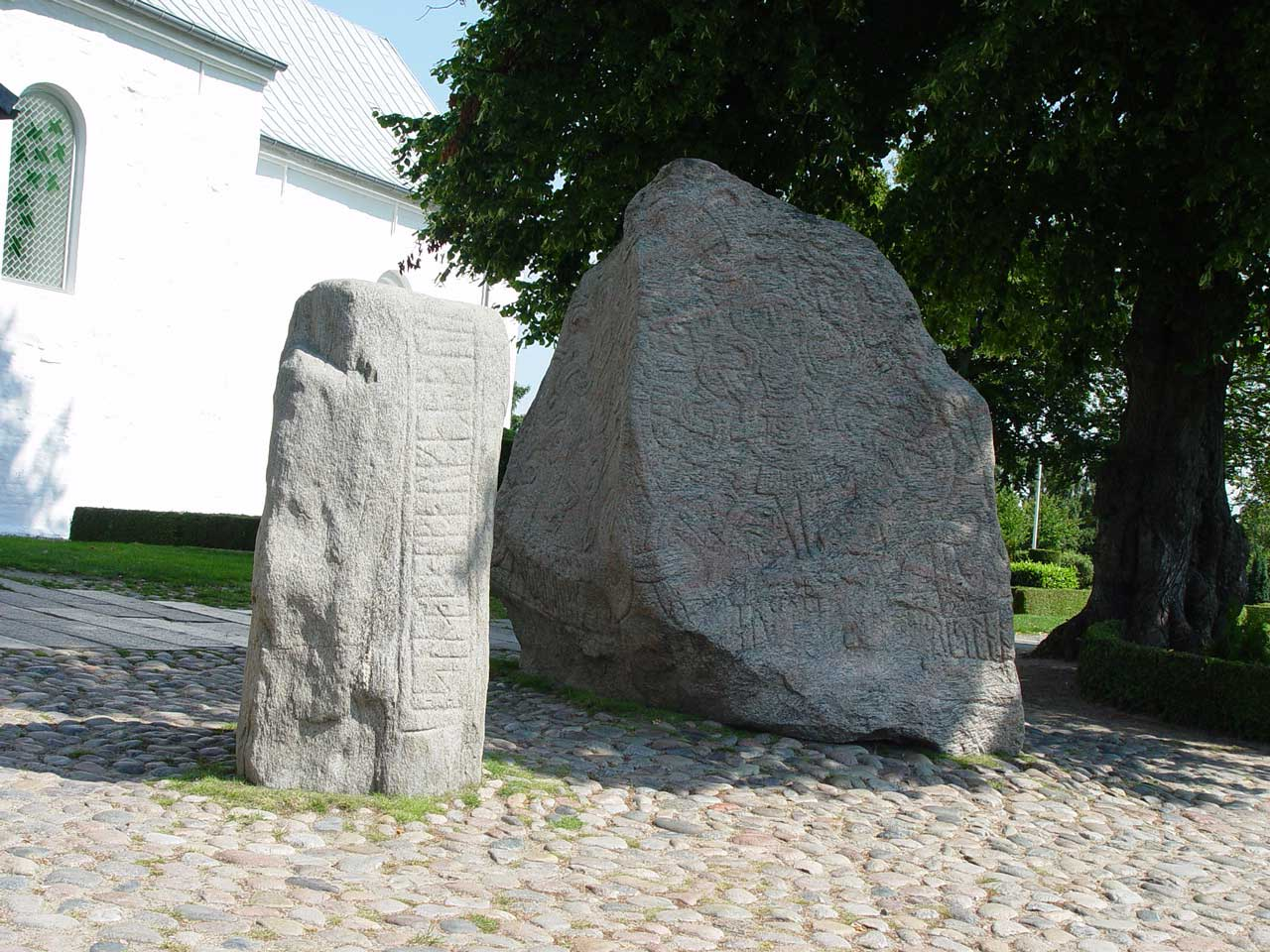
Các bia đá Jelling

Dịch nghĩa: "Vua Harald ra lệnh làm bia đá này để tưởng niệm Gorm, người cha - và Thyra, người mẹ của mình. Harald đã chiến thắng toàn bộ Đan Mạch cùng Na Uy và làm cho các người Đan Mạch trở thành Kitô hữu". (Rundata, DR2)
Tấm bia đá lớn này thường được coi là Giấy khai sinh nước Đan Mạch, nói chung được đặt khoảng giữa 2 quả đồi ở Jelling. Chắc chắn là tấm bia này đã bị di chuyển vì trong thập niên 1940, khi người ta đào thì một trong các ngôi mộ ở nghĩa trang Jelling nằm một phần dưới tấm bia. Và người ta cũng biết là tấm bia đó đã bị đổ và được dựng lên lại.
Tấm bia khắc chữ rune này rất đặc biệt, vì các chữ rune được khắc hàng ngang, trong khi các tấm bia khắc chữ rune khác đều khắc hàng dọc.

## Bia đá nhỏ

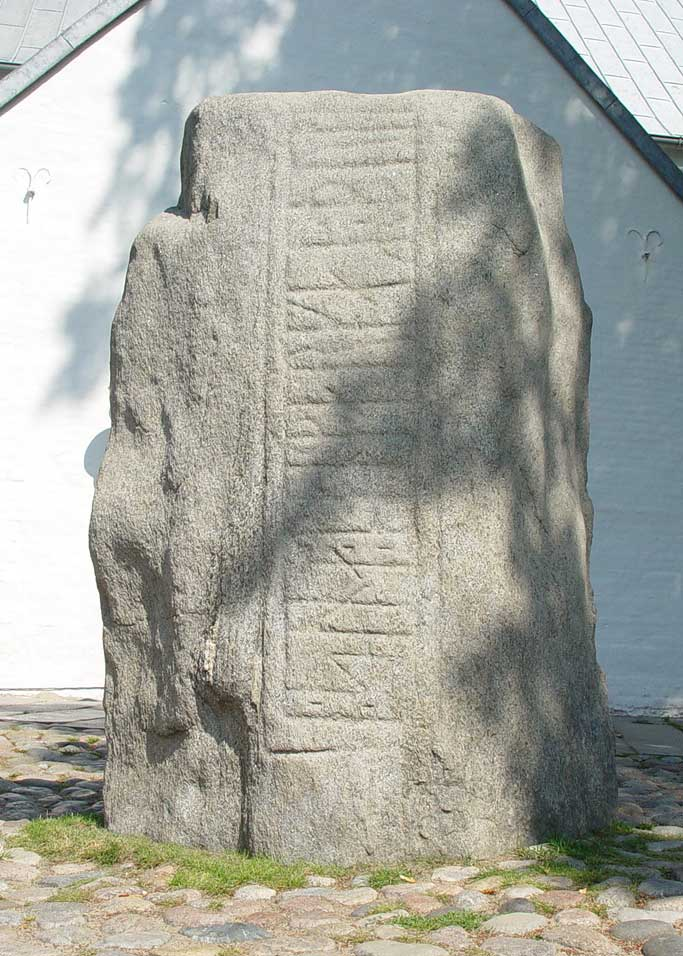
Mặt trước của Bia đá nhỏ

Bia đá nhỏ khắc chữ rune do Gorm già(Gorm den Gamle, cha của Harald răng xanh) dựng ở gần Bia đá lớn, dường như vào khoảng năm 955.
Các chữ khắc như sau:
```
kurmr kunukr karthi kubl   thusi aft   thurui kunu sina tanmakar but
Gorm  konge  gjorde kumler disse efter Thyra  kone sin  danmarks bod
```

Có thể dịch gần sát nguyên văn như sau: "Vua Gorm làm bia đá này để tưởng niệm Thyra, vợ của mình. Việc cứu chuộc Đan Mạch".
Đây là lần đầu tiên, từ Đan Mạch được tìm thấy ở trong nước, trong khi tên đó đã xuất hiện trên nguồn của nước ngoài từ 75 năm trước. Nghĩa của câu chót không được chắc chắn lắm.
Ngày nay, tấm Bia đá nhỏ được đặt gần bên tấm Bia đá lớn, tuy nhiên không ai biết vị trí ban đầu của nó ở đâu. Trong thế kỷ 17, nó được đặt bên cửa nhà thờ Jelling.
Gorm từ trần năm 958 ở khoảng tuổi 30-50. Vậy chắc chắn tấm bia này phải được dụng trước năm Gorm chết.